# الدفعي (صنعاء القديمة)

تعديل مصدري - تعديل

حارة الدفعي هي إحدى حارات مدينة صنعاء القديمة، بلغ تعداد سكانها 415 نسمة حسب تعداد اليمن لعام 2004.